# Ryan Handley
Ryan Handley ist ein australischer Schauspieler, Stuntman und Stunt Coordinator.

## Leben
Handley erfuhr seine Ausbildung als Stuntman in Hollywood, an der Stunt Academy und der Lock Up. Er ist bewandert in den Kampfsportarten Taekwondo, Brazilian Jiu Jitsu und Muay Thai. Von 2015 bis 2016 stellte er die Rolle des Zoom in 14 Episoden der Fernsehserie The Flash dar. 2019 stellte er zusätzlich in einer Episode derselben Fernsehserien die Rolle des Godspeed dar. Im selben Jahr verkörperte er außerdem in Shazam! die Rolle des Superman. 2016 wirkte er in der Rolle des Janos Kovacs in drei Episoden der Fernsehserie Zoo mit. In den nächsten Jahren erhielt er Nebenrollen in Deadpool 2 und Skyscraper und war als Episodendarsteller in den Fernsehserien Day of the Dead, Batwoman und Kung Fu zu sehen.
Als Stuntman für Fernseh- und Filmproduktionen ist Handley seit Mitte der 2010er Jahre aktiv. 2014 fungierte er in Outcast – Die letzten Tempelritter als Stuntdouble von Nicolas Cage. Im selben Jahr übernahm er in Garm Wars – Der letzte Druide außerdem die Stunts für Kevin Durand. 2016 war er für die Stuntperformance und -koordination in Warcraft: The Beginning und Suicide Squad zuständig. 2018 übernahm er eine Filmrolle in Skyscraper, war im selben Film aber auch als Stuntdouble für Pablo Schreiber tätig. 2020 führte er in Sniper: Assassin's End die Stunts für Drake Phoenix durch.

## Filmografie (Auswahl)

### Schauspiel
- 2008: Stunt Factory (Kurzfilm)
- 2013: Croft (Kurzfilm)
- 2015–2016: The Flash (Fernsehserie, 14 Episoden)
- 2016: Zoo (Fernsehserie, 3 Episoden)
- 2018: Deadpool 2
- 2018: Skyscraper
- 2019: Shazam!
- 2019: The Flash (Fernsehserie, Episode 6x01)
- 2021: Day of the Dead (Fernsehserie, Episode 1x04)
- 2022: Batwoman (Fernsehserie, Episode 3x08)
- 2022: Kung Fu (Fernsehserie, Episode 2x04)

### Stunts
- 2013: Stonados: Wenn es Felsen regnet (Stonados, Fernsehfilm)
- 2014: Outcast – Die letzten Tempelritter (Outcast)
- 2014: Garm Wars – Der letzte Druide (Garm Wars: The Last Druid)
- 2015: The Marine 4
- 2015: Nightwing: The Darkest Knight (Kurzfilm)
- 2016: Deadpool
- 2016: BFG – Big Friendly Giant (The BFG)
- 2016: Warcraft: The Beginning (Warcraft)
- 2016: Star Trek Beyond
- 2016: Suicide Squad
- 2016: Sidekick (Kurzfilm)
- 2016–2017: Supergirl (Fernsehserie, 4 Episoden)
- 2017: Fifty Shades of Grey – Gefährliche Liebe (Fifty Shades Darker)
- 2017: No Reservations (Kurzfilm)
- 2017: The Marine 5: Battleground
- 2017: S.W.A.T.: Unter Verdacht (S.W.A.T.: Under Siege)
- 2018: Deadpool 2
- 2018: Skyscraper
- 2018: Predator – Upgrade (The Predator)
- 2018: Deadly Class (Fernsehserie, Episode 1x01)
- 2019: Shazam!
- 2019: See – Reich der Blinden (See, Fernsehserie, Episode 1x01)
- 2019: Life XP (Fernsehserie, Episode 1x09)
- 2020: Sniper: Assassin's End
- 2021: Day of the Dead (Fernsehserie, 3 Episoden)

## Erfolge
- 2× Taekwondo-Champion des Australian Taekwondo Queensland